# سد چیکواسن
سد چیکواسن (به اسپانیایی: Presa Chicoasén) یک سد خاکی و نیروگاه برقابی در مکزیک است که در Chicoasén, Chiapas واقع شده‌است.